# Azlor
Azlor is een gemeente in de Spaanse provincie Huesca in de regio Aragón met een oppervlakte van 16 km². Azlor telt 137 inwoners (1 januari 2016).

## Demografische ontwikkeling
Bron: INE, 1857-2011: volkstellingen
Abiego · Abizanda · Adahuesca · Agüero · Aínsa-Sobrarbe · Aísa · Albalate de Cinca · Albalatillo · Albelda · Albero Alto · Albero Bajo · Alberuela de Tubo · Alcalá de Gurrea · Alcalá del Obispo · Alcampell · Alcolea de Cinca · Alcubierre · Alerre · Alfántega · Almudévar · Almunia de San Juan · Almuniente · Alquézar · Altorricón · Angüés · Ansó · Antillón · Aragüés del Puerto · Arén · Argavieso · Arguis · Ayerbe · Azanuy-Alins · Azara · Azlor · Baélls · Bailo · Baldellou · Ballobar · Banastás · Barbastro · Barbués · Barbuñales · Bárcabo · Belver de Cinca · Benabarre · Benasque · Beranuy · Berbegal · Bielsa · Bierge · Biescas · Binaced · Binéfar · Bisaurri · Biscarrués · Blecua y Torres · Boltaña · Bonansa · Borau · Broto · Caldearenas · Campo · Camporrélls · Canal de Berdún · Candasnos · Canfranc · Capdesaso · Capella · Casbas de Huesca · Castejón de Monegros · Castejón de Sos · Castejón del Puente · Castelflorite · Castiello de Jaca · Castigaleu · Castillazuelo · Castillonroy · Chalamera · Chía · Chimillas · Colungo · Esplús · Estada · Estadilla · Estopiñán del Castillo · Fago · Fanlo · Fiscal · Fonz · Foradada del Toscar · Fraga · La Fueva · Gistaín · El Grado · Grañén · Graus · Gurrea de Gállego · Hoz de Jaca · Hoz y Costean · Huerto · Huesca · Ibieca · Igriés · Ilche · Isábena · Jaca · Jasa · Labuerda · Laluenga · Lalueza · Lanaja · Laperdiguera · Lascellas-Ponzano · Lascuarre · Laspaúles · Laspuña · Loarre · Loporzano · Loscorrales · Lupiñén-Ortilla · Monesma y Cajigar · Monflorite-Lascasas · Montanuy · Monzón · Naval · Novales · Nueno · Olvena · Ontiñena · Osso de Cinca · Palo · Panticosa · Peñalba · Las Peñas de Riglos · Peralta de Alcofea · Peralta de Calasanz · Peraltilla · Perarrúa · Pertusa · Piracés · Plan · Poleñino · Pozán de Vero · La Puebla de Castro · Puente de Montañana · Puente la Reina de Jaca · Puértolas · El Pueyo de Araguás · Pueyo de Santa Cruz · Quicena · Robres · Sabiñánigo · Sahún · Salas Altas · Salas Bajas · Salillas · Sallent de Gállego · San Esteban de Litera · San Juan de Plan · San Miguel del Cinca · Sangarrén · Santa Cilia · Santa Cruz de la Serós · Santa María de Dulcis · Santaliestra y San Quílez · Sariñena · Secastilla · Seira · Sena · Senés de Alcubierre · Sesa · Sesué · Siétamo · Sopeira · La Sotonera · Tamarite de Litera · Tardienta · Tella-Sin · Tierz · Tolva · Torla-Ordesa · Torralba de Aragón · Torre la Ribera · Torrente de Cinca · Torres de Alcanadre · Torres de Barbués · Tramaced · Valfarta · Valle de Bardají · Valle de Hecho · Valle de Lierp · Velilla de Cinca · Vencillón · Viacamp y Litera · Vicién · Villanova · Villanúa · Villanueva de Sigena · Yebra de Basa · Yésero · Zaidín